# Pasie Laweh
Pasie Laweh is een bestuurslaag in het regentschap Tanah Datar van de provincie West-Sumatra, Indonesië. Pasie Laweh telt 2555 inwoners (volkstelling 2010).